# Arith
Arith é uma comuna francesa na região administrativa de Auvérnia-Ródano-Alpes, no departamento da Saboia. Estende-se por uma área de 24.27 km². Em 2010 a comuna tinha 453 habitantes (densidade: 1 hab./km²).